# Eduardo Malásquez
Eduardo Hugo Malásquez (ur. 13 października 1957) – piłkarz peruwiański grający na pozycji pomocnika.

## Kariera klubowa
Karierę piłkarską Malásquez rozpoczął w klubie Municipal Lima. W 1976 roku zadebiutował w jego barwach w peruwiańskiej Primera División. W Municipalu grał do 1982 roku i wtedy też wyjechał do Kolumbii, by grać w Independiente Medellín. W 1985 roku wrócił do Municipalu, a w 1986 roku znów grał w Independiente. Z kolei w 1987 roku został piłkarzem Universitario Lima. Karierę piłkarską kończył w 1989 roku jako zawodnik meksykańskiego Atlasu Guadalajara.

## Kariera reprezentacyjna
W reprezentacji Peru Malásquez zadebiutował 30 sierpnia 1979 roku w wygranym 2:0 towarzyskim meczu z Urugwajem. W 1982 roku został powołany przez selekcjonera Tima do kadry na Mistrzostwa Świata w Hiszpanii. Tam był rezerwowym i nie rozegrał żadnego spotkania. W swojej karierze wystąpił na Copa América 1983 i Copa América 1987. Od 1979 do 1987 roku rozegrał w kadrze narodowej 34 meczów i strzelił 3 gole.